# 迪姆斯塔勒
迪姆斯塔勒（法語：Dimbsthal，法語發音：[dimstal] ⓘ）是法国下莱茵省的一个市镇，属于萨韦尔讷区。

## 地理
迪姆斯塔勒（48°40'18"N, 7°21'29"E）面积1.91 平方千米，位于法国大東部大區下莱茵省，该省份为法国大陆部分最东部的省份，是阿尔萨斯的一部分，今与上莱茵省组成了阿尔萨斯欧洲集体，其南至上莱茵省，西南接孚日省和默尔特-摩泽尔省，西接摩泽尔省，北与德国接壤，东侧沿莱茵河与德国相望。
与迪姆斯塔勒接壤的市镇（或旧市镇、城区）包括：恩维莱尔、马尔穆捷、索姆罗。
迪姆斯塔勒的时区为UTC+01:00、UTC+02:00（夏令时）。

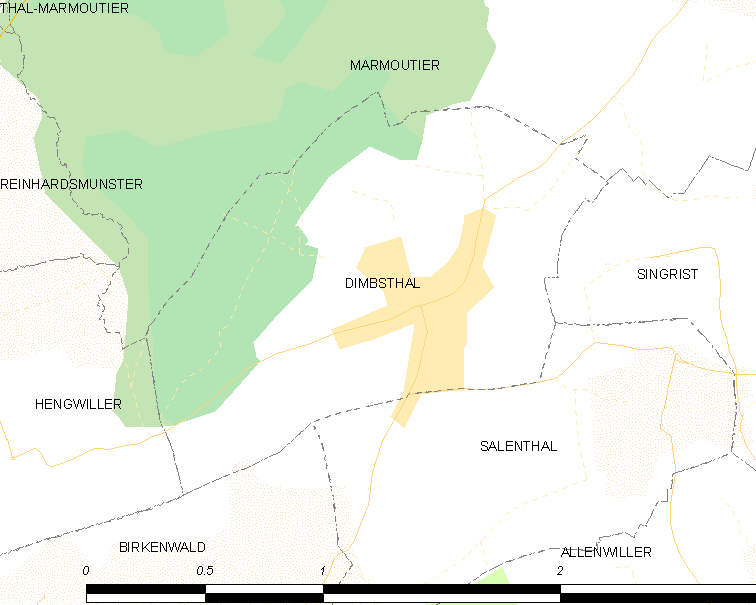
迪姆斯塔勒的OSM定位图

## 行政
迪姆斯塔勒的邮政编码为67440，INSEE市镇编码为67096。

## 政治
迪姆斯塔勒所属的省级选区为萨韦尔讷县。

## 人口

1962-2008年间迪姆斯塔勒人口变化图示

迪姆斯塔勒于2022年1月1日时的人口数量为325人。